# Everybody Else Is Doing It, So Why Can't We?
Everybody Else Is Doing It, So Why Can't We? (česky „Všichni ostatní to dělají, tak proč my nemůžeme?“) je debutové album irské hudební skupiny The Cranberries, které vyšlo v roce 1993.

## Seznam písní
1. I Still Do – 3:17
2. Dreams – 4:32
3. Sunday – 3:30
4. Pretty – 2:16
5. Waltzing Back – 3:38
6. Not Sorry – 4:20
7. Linger – 4:34
8. Wanted – 2:07
9. Still Can't... – 3:40
10. I Will Always – 2:42
11. How – 2:51
12. Put Me Down – 3:33

### Bonusy
1. Reason – 2:02
2. Them – 3:42
3. What You Were – 3:41
4. Liar – 2:22
5. Pretty (Movie Remix) – 3:41
6. How (Radical Remix) – 2:58

| Hitparáda      | Umístění |
| -------------- | -------- |
| Velká Británie | 1        |
| USA            | 18       |

| Prodejnost | Počet     |
| ---------- | --------- |
| Celkem     | 7,600,000 |